# Secerișul verde (film)
Secerișul verde (titlul original: în franceză La verte moisson) este un film francez dramatic de război, realizat în 1959 de regizorul François Villiers, după romanul omonim al scriitorului Henri Brunel, protagoniști fiind actorii Pierre Dux, Claude Brasseur, Dany Saval și Marie-France Boyer.

## Rezumat
În 1943, într-un oraș de provincie aflat sub ocupație, un grup de elevi de liceu decid să ia măsuri împotriva forțelor de ocupație germane. Arătând curaj și imaginație, reușesc să arunce în aer Kommandantura⁠(d) și să elibereze ostatici. Dar după uciderea unui soldat german, aparatul poliției naziste replică. Tinerii rezistenți sunt arestați și doi dintre ei sunt condamnați la moarte.

## Distribuție
- Pierre Dux – capelanul liceului
- Dany Saval – Dany
- Claude Brasseur – Robert Borelli
- Marie-France Boyer – Sophie
- Jacques Perrin – Mesnier
- Jacques Higelin – Mercadier
- Francis Lemonnier – Olivier Guerbois
- Philippe Adrien – fumătorul
- René Blancard – dl. Borelli
- Raymond Loyer – l'aumônier allemand
- Jacky Gencel – Rouquier
- Camille Fournier – doamna Guerbois
- Jeanne Pérez – domnișoara Froment
- Hélène Tossy – doamna Borelli
- Jacques Cousin – Duval
- Raymond Loyer – un capelan german
- François Chaumette – un capelan german

## Lansare
Filmul „Secerișul verde” a avut premiera în Franța pe data de 2 decembrie 1959.
În România premiera filmului a avut loc la data de 5 ianuarie 1962 la cinematograful „Magheru” din capitală.